# Arne Anka – En afton på Zekes
Arne Anka – En afton på Zekes är ett teaterstycke baserat på den tecknade serien Arne Anka. Den sattes i augusti 1995 upp på Stockholms stadsteater. En föreställning sändes på SVT och gavs senare ut på DVD.
Manus var skrivet av Charlie Christensen, medan Anders Öhrn och Magnus Egler regisserade.

## Roller
- Arne Anka - Robert Gustafsson
- Krille Krokodil - Claes Ljungmark
- Zeke - Robert Panzenböck
- Emma - Anna Pettersson
- Bärnson - Lasse Petterson
- Speedy Nils / Svartklädd man - Anders Johannisson
- Krogdam: Nettan - Karin Bjurström
- Krogdam: Kattis - Anna Lindholm
- Skåning / Hitler / Bankman - Lennart R. Svensson